# Jürgen Hönscheid (Bibliothekar)
Jürgen Hönscheid (* 16. April 1939 in Remscheid) ist ein deutscher Bibliothekar und Hochschullehrer.

## Leben und Wirken
Jürgen Hönscheid studierte Klassische Philologie und Evangelische Theologie an der Universität Bonn. Nach den beiden Staatsexamen 1966 und 1968 promovierte er 1970 an der Universität Köln im Fach Klassische Philologie. 1969 trat er als Bibliotheksreferendar an der Universitäts- und Stadtbibliothek Köln in die Ausbildung für den höheren Bibliotheksdienst und legte 1971 die Fachprüfung hierfür am Bibliothekar-Lehrinstitut des Landes Nordrhein-Westfalen ab. Ab 1971 übernahm er die Leitung der Abteilungsbibliothek Köln der Pädagogischen Hochschule Rheinland. 1979 wurde er zum Bibliotheksdirektor ernannt. Seit 1980 wirkte er als Dozent, ab 1982 bis 1999 als Professor am Bibliothekar-Lehrinstitut des Landes Nordrhein-Westfalen bzw. der Nachfolgeeinrichtung Fachhochschule für Bibliotheks- und Dokumentationswesen in Köln, der er zeitweise als Prorektor vorstand. An dieser Einrichtung unterrichtete er vor allem Bibliotheksverwaltung und -organisation sowie Sacherschließung. Außerdem hatte Hönscheid einen Lehrauftrag für Klassische Philologie an der Universität Köln inne.
Jürgen Hönscheid ist verheiratet mit Geesche Hönscheid, von 1980 bis 2000 Direktorin der Stadtbibliothek Mainz.

## Schriften
- Der Kölner Drucker Cornelius von Zierikzee. Bibliothekar-Lehrinstitut des Landes Nordrhein-Westfalen, Köln 1971.

- Didymus der Blinde / De trinitate. Buch 1. Hrsg. u. übersetzt von Jürgen Hönscheid (= Beiträge zur klassischen Philologie, Bd. 44). Hain, Meisenheim am Glan 1975, ISBN 3-445-00916-3 (Dissertation Universität Köln).
- (mit Michael Schwabe): Kurzgefaßtes Verzeichnis der Korrespondenz Adolf von Harnacks. In: Zeitschrift für Kirchengeschichte, Bd. 88 (1977), S. 285–301.
- Harnacks Einfluß auf die Clemens-Ausgabe Otto Stählins. In: ders. (Hrsg.): Octogenario. Dankesgabe für Heinrich Karpp. Überreicht von Schülern, Verwandten u. Bekannten. Düsseldorf 1988, S. 15–50.
- Zur Ausbildung des höheren Bibliotheksdienstes im Lande Nordrhein-Westfalen. In: Gernot Gabel u. a. (Hrsg.): De officio bibliothecarii. Beiträge zur Bibliothekspraxis. Hans Limburg zum 65. Geburtstag gewidmet. Greven, Köln 1998, S. 53–60, ISBN 3-7743-0311-8.

Außerdem zahlreiche Artikel im „Lexikon des gesamten Buchwesens“, 2. Aufl., Hiersemann, Stuttgart 1987–2014.